# 旧尾崎家住宅
旧尾崎家住宅（きゅうおざきけじゅうたく）は、兵庫県加東市上三草にある江戸時代後期の武家屋敷。旧三草藩大目付で30石取りの藩士、尾崎弥一郎の旧宅である。「三草藩武家屋敷旧尾崎家」の名称で1993年（平成5年）4月27日に加東市指定文化財（建造物）に指定、1993年（平成5年）度から1994年（平成6年）度にかけて修復され、一般公開されている。加東市の所有となっており、公益社団法人加東市シルバー人材センターが管理している。

## 歴史

### 江戸時代
武家屋敷が建築されたのは18世紀後半、江戸時代後期で9代将軍、徳川家重の時代。所在地の三草は元赤穂城主浅野内匠頭の所領であったが浅野家断絶後、内藤豊前守の所領となり、1746年（延享3年）に越後国高柳藩主丹羽薫氏が河内国の所領から播磨国内に移され所領となった。松林を開き陣屋をつくり、三草に陣屋を構えて三草藩が成立する。周辺に武家屋敷や徒士長屋、足軽長屋などを配置して、播磨国加東郡・加西郡・多可郡・美嚢郡を領地として明治維新まで六世にわたり121年間城主を務めた。1867年（慶應3年）、藩主並びに家臣一同が江戸から三草に移ると共に江戸の邸内にあった藩学「顯道館」を三草に移し、1872年（明治5年）まで藩の子弟に漢学を教えた。

### 明治以降
1871年（明治4年）、廃藩置県により三草藩は三草県となり、その後姫路県・飾磨県を経て兵庫県に編入される。この陣屋内に三草小学校の前身となる翠渓校が1872年（明治5年）9月に設置される。小学校はその後、1978年（昭和53年）に旧三草中学校校舎へ移転（直線距離で約600メートル北西方向）するが、跡地は、1991年（平成3年）に旧社町のやしろ国際学習塾として整備される。

## 施設
建物は江戸時代後期の武家屋敷で、平屋建て、寄棟造、桟瓦葺で南面に表門、正面玄関、塀（瓦葺土塀、一部板塀）が配置されている。廃藩置県まで使用されたが明治以降は人の手が入らないまま放置されてきた。向かい側には三草陣屋があった。1993年（平成5年）度から1994年（平成6年）度に修復され、加東市の所有となった。

### 母屋
表門を入って式台を上がると玄関の間（4.5畳）と奥に居間（6畳）があり、左に田の字型に部屋が4室配置されている。南面の部屋は、次の間（6畳）と床の間がある奥の間（8畳）が配置されている。北側の部屋は納戸（8畳）と寝室として使用された居間（6畳）がある。部屋は全部で7室あるが、田の字型になっている部屋の襖を取り外すと容易に裏庭へ通り抜けができ、裏門から外に出ることができる。また、納戸の天井の高さが他の部屋に比べて低い造りになっており、襲撃された際に刀や槍が十分に使えない様な武家造りの構造になっている。母屋には他に表土間、内土間、台所、かまど、風呂場と表土間近くには奉公人が住み門番をしていた仲間部屋（6畳）が配置されている。

### 庭
南面に縁側と日本庭園、北側につるべ井戸のある裏庭、裏門、納屋、物置が配置されている。

### 面積
屋敷の敷地面積は513平方メートル、延床面積は141平方メートルである。

### 加東市強靭化計画
教育文化分野において強靭化を推進する主な事業として、2025年度（令和7年度）にアスベスト含有建材調査と耐震診断調査業務、2026年度（令和8年度）にLED照明化・空調機器更新が計画されている。

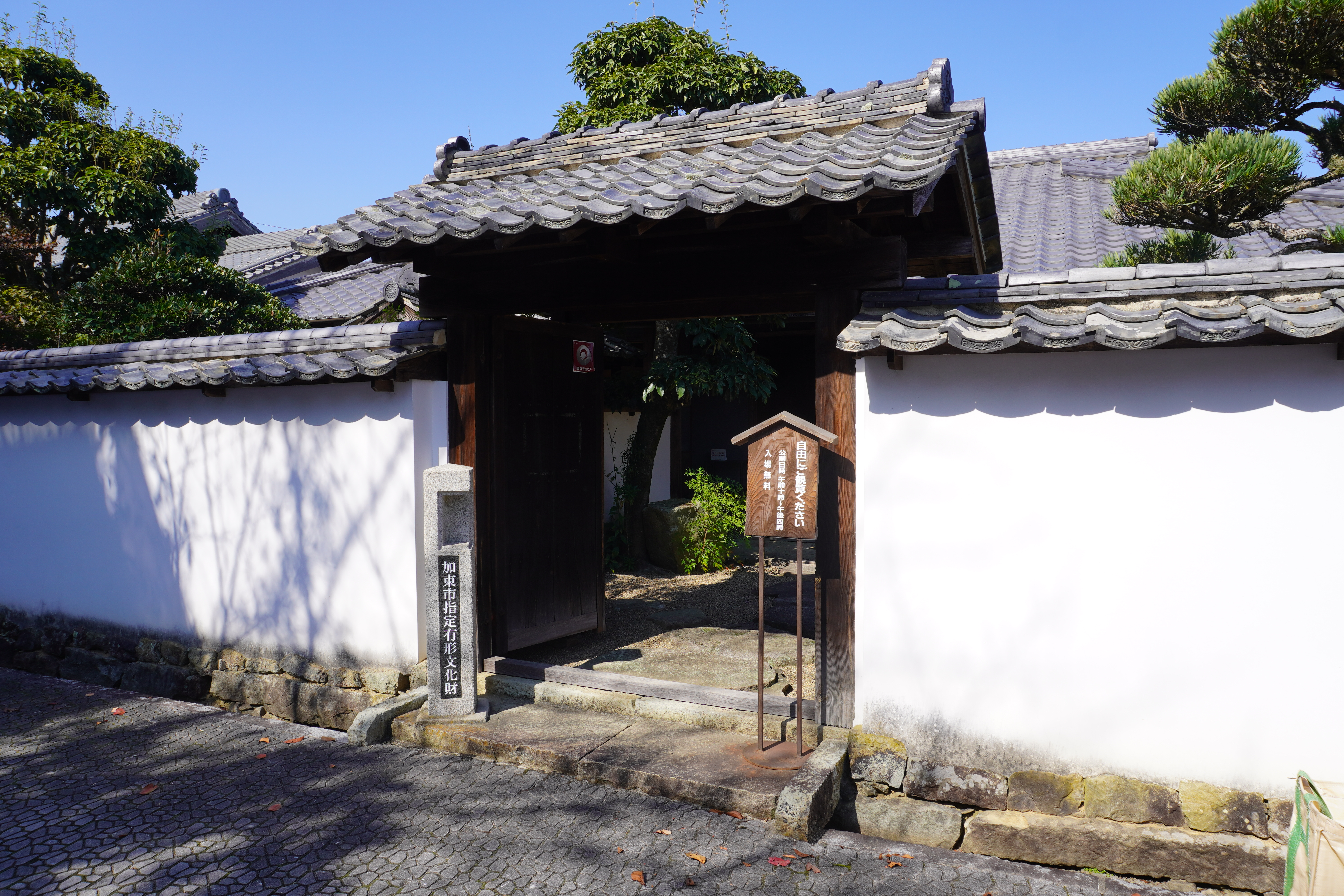
正門
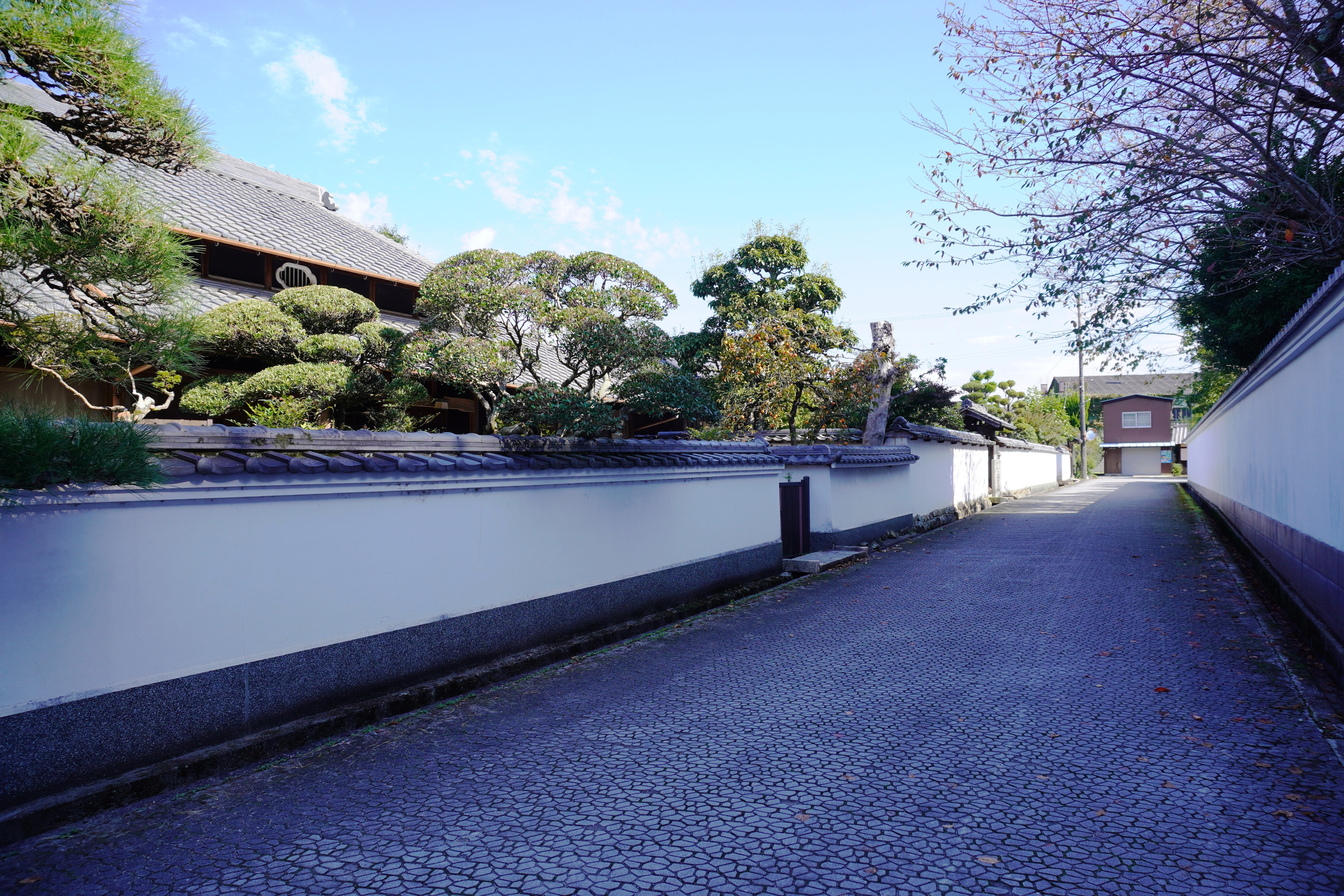
周辺
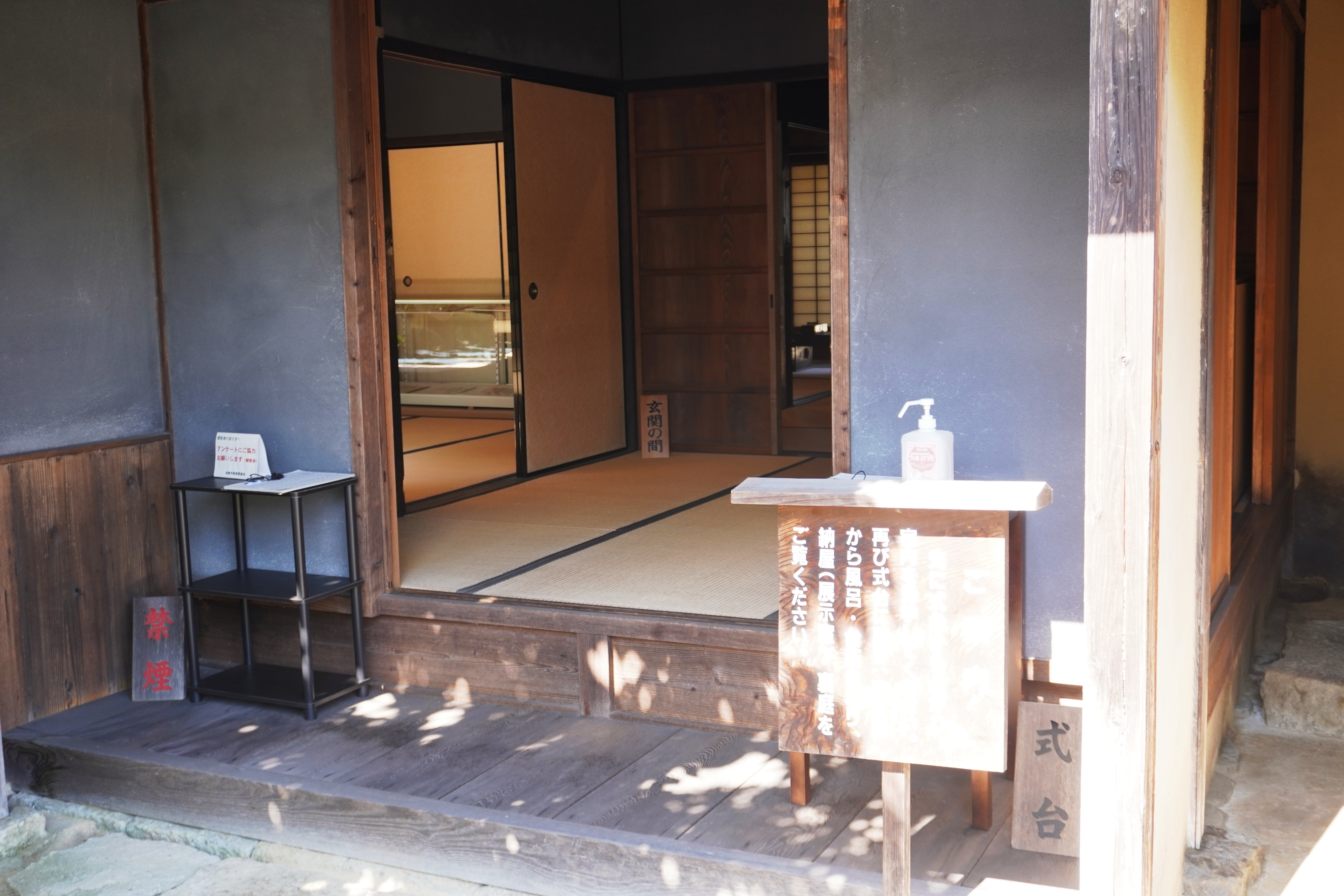
式台と玄関の間
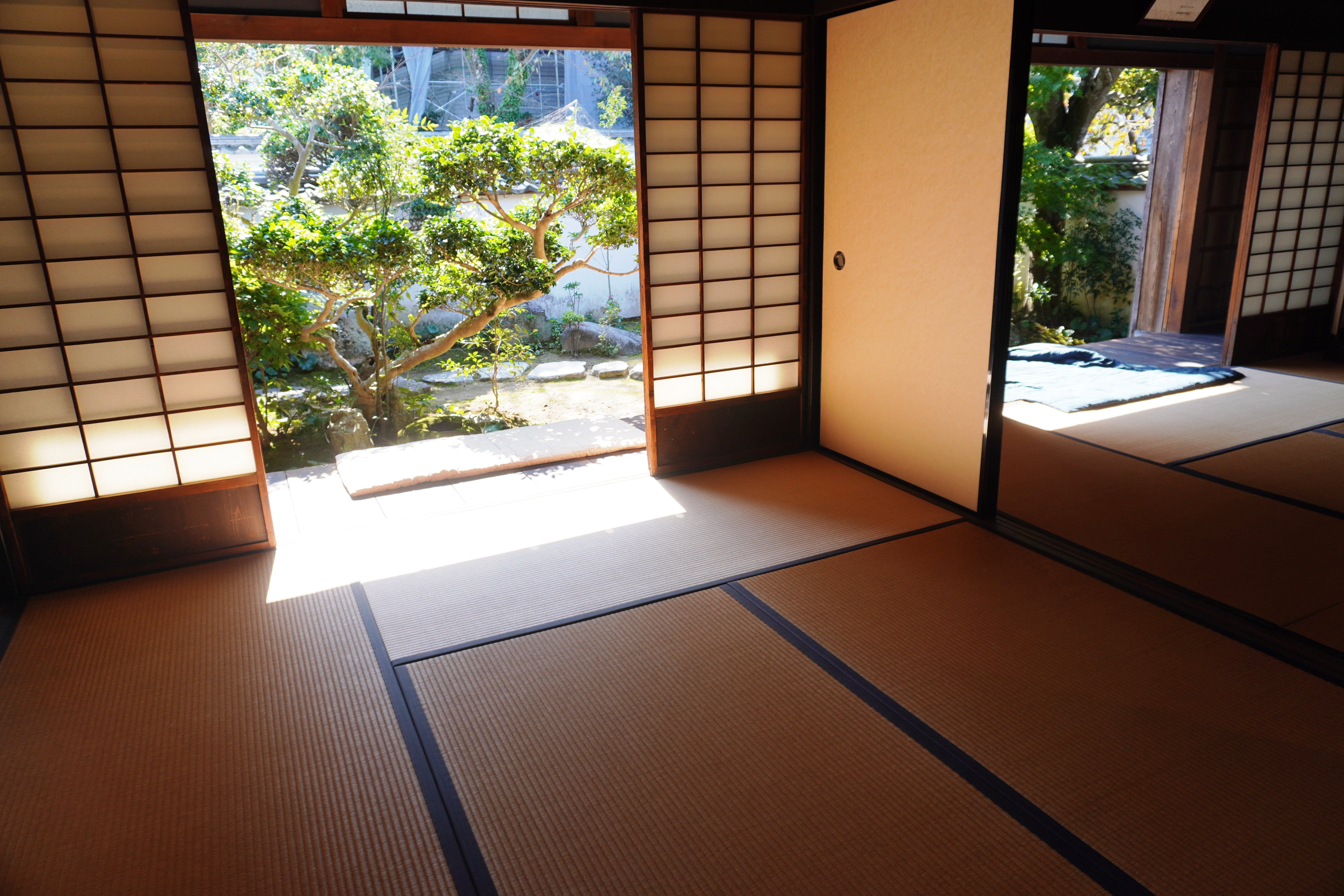
次の間から庭園
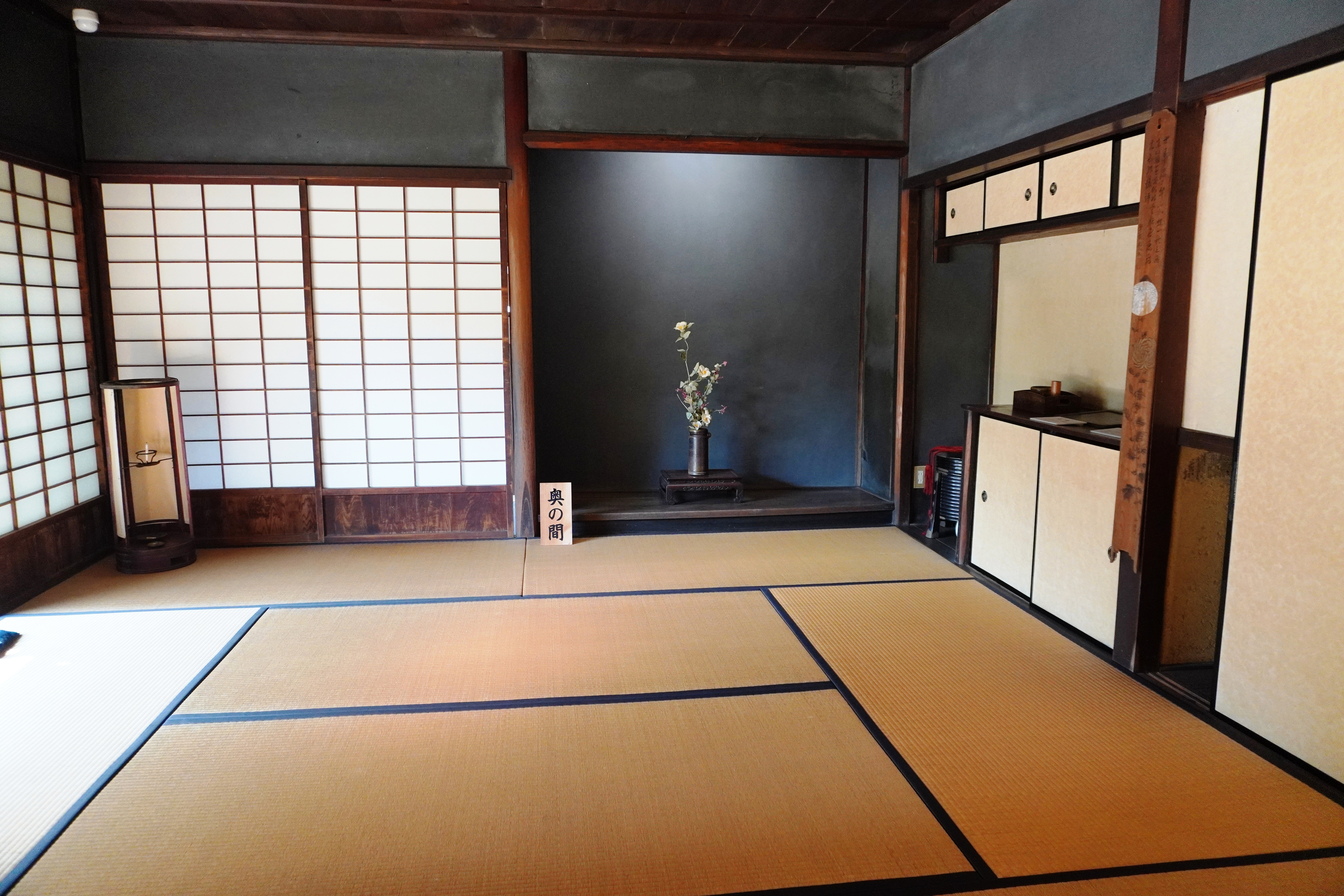
奥の間
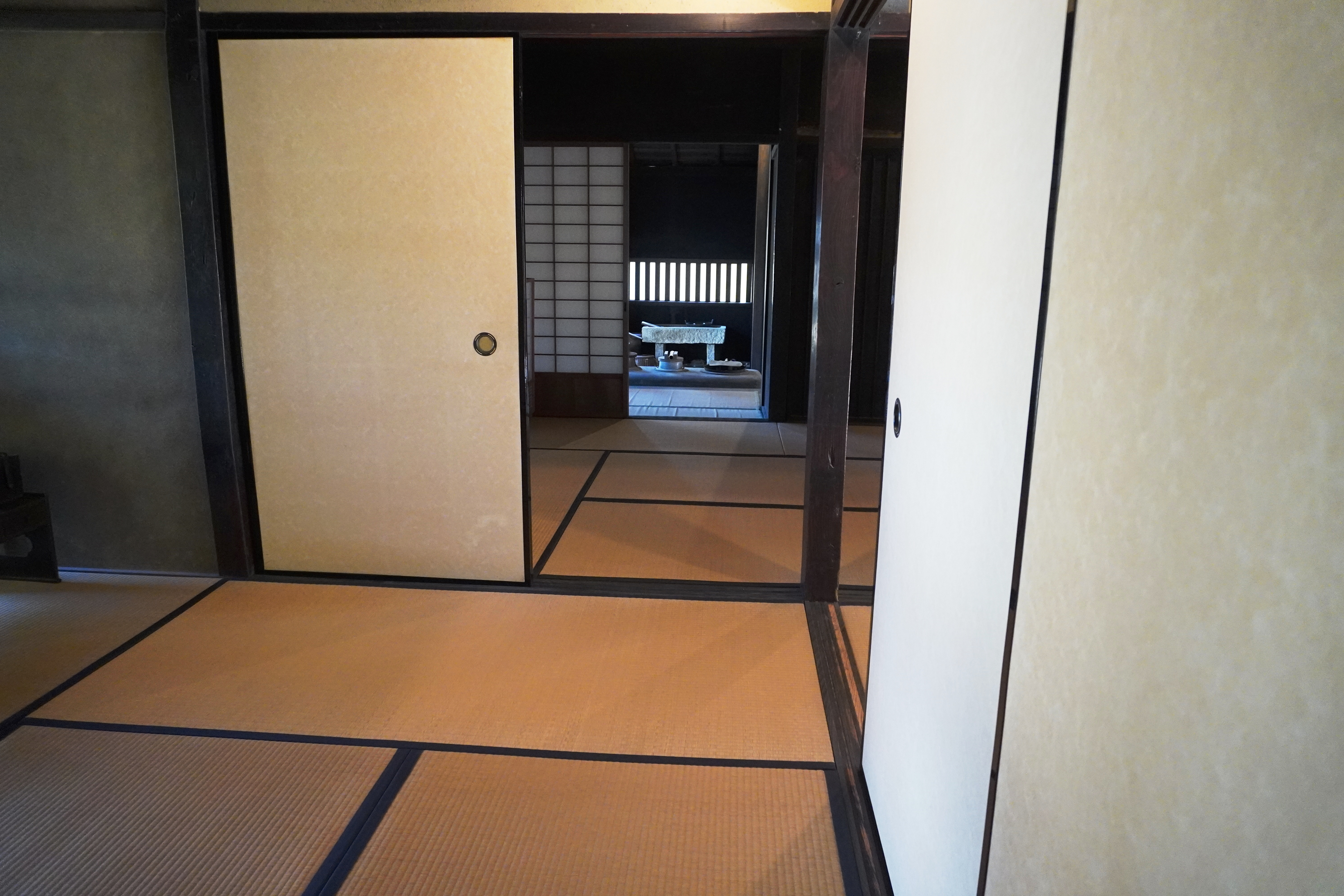
室内
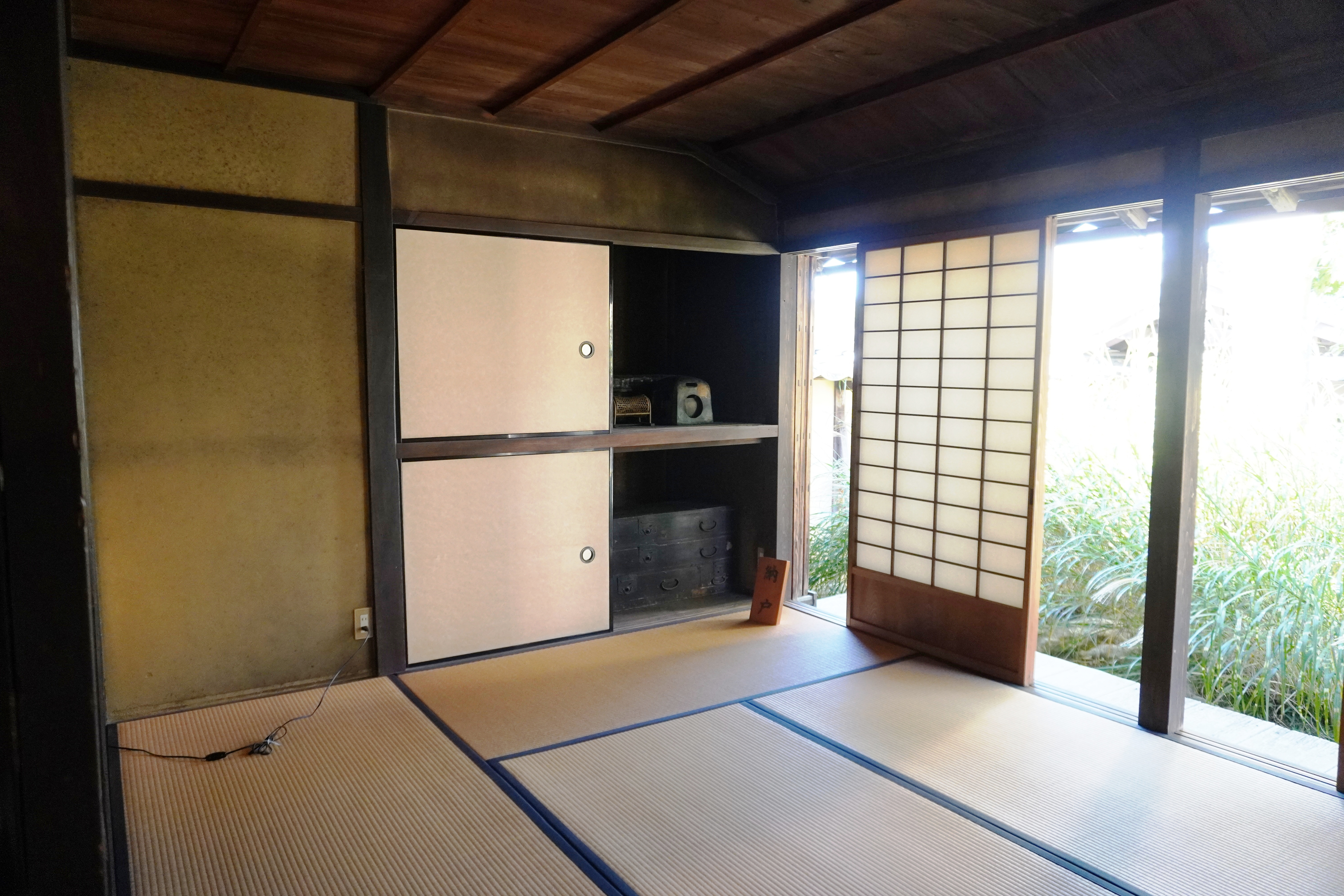
納戸
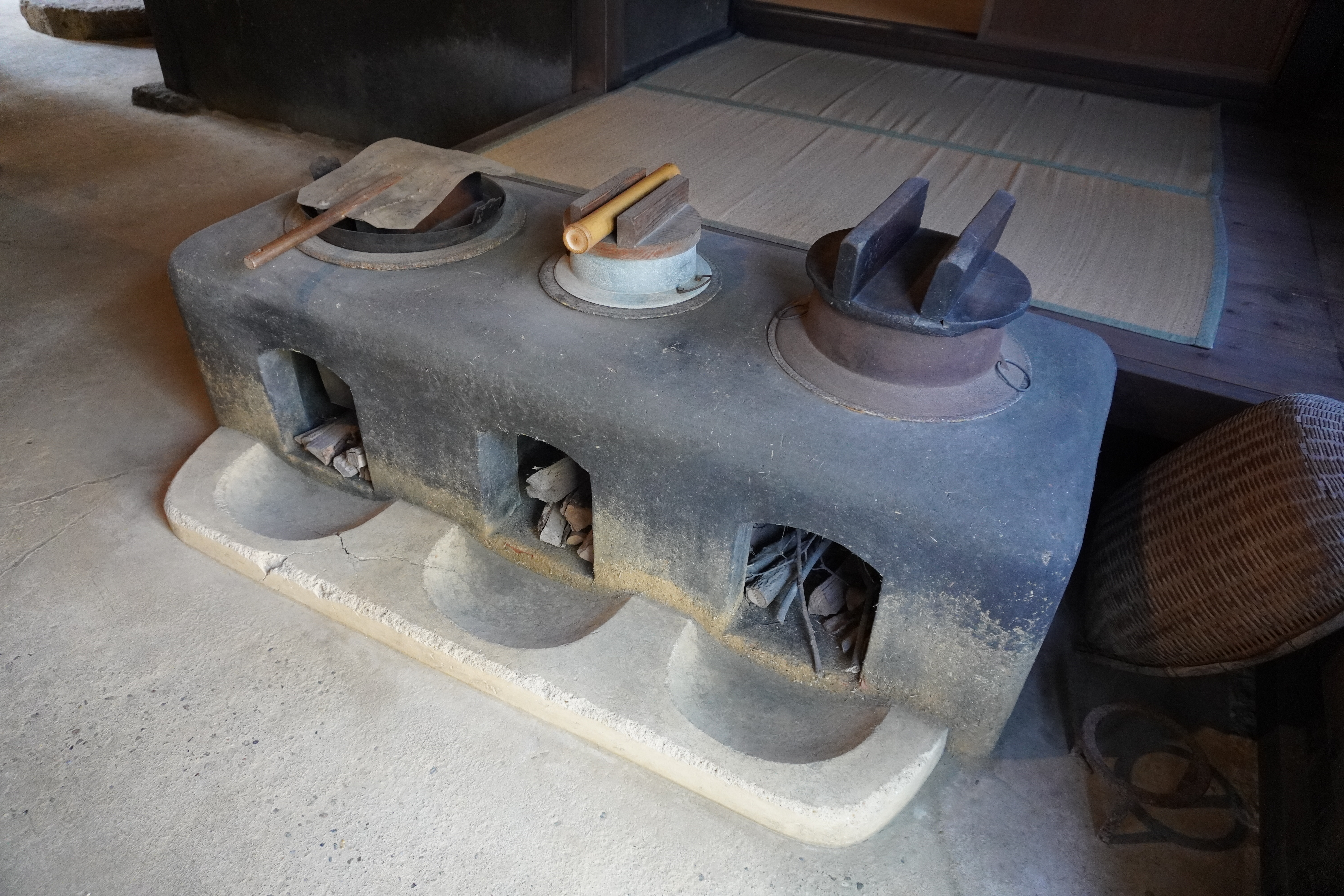
かまど
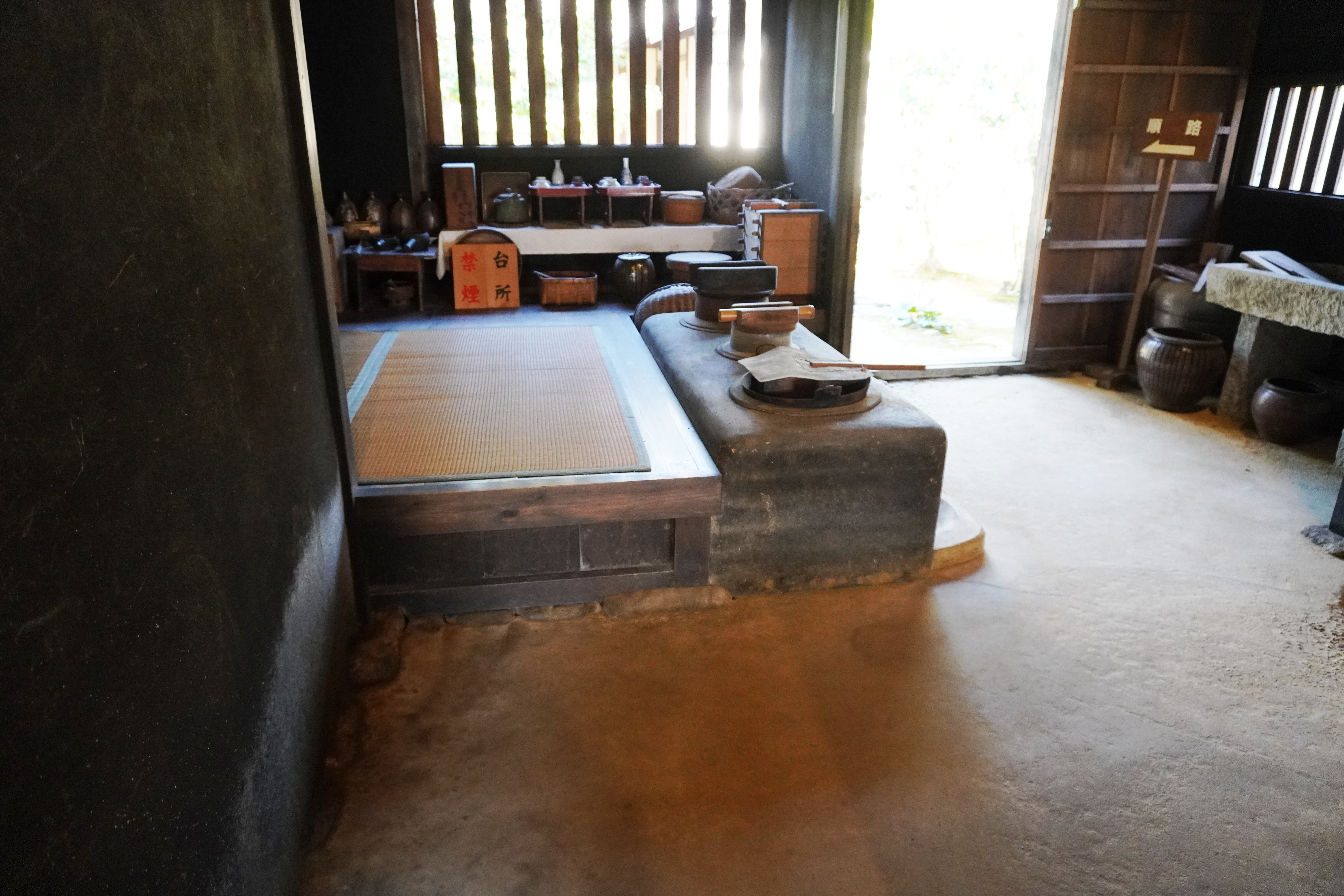
内土間-台所とかまど
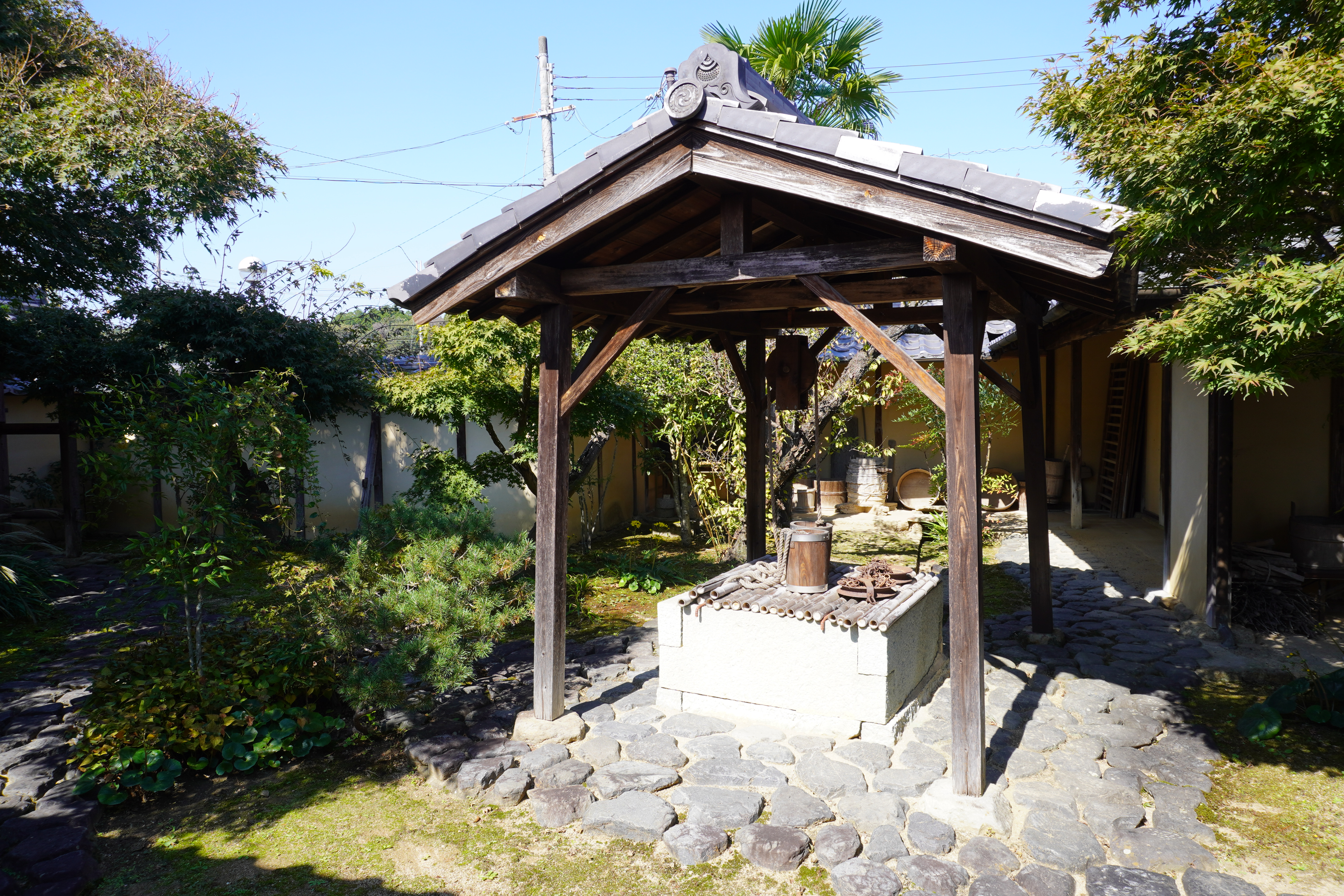
裏庭と井戸
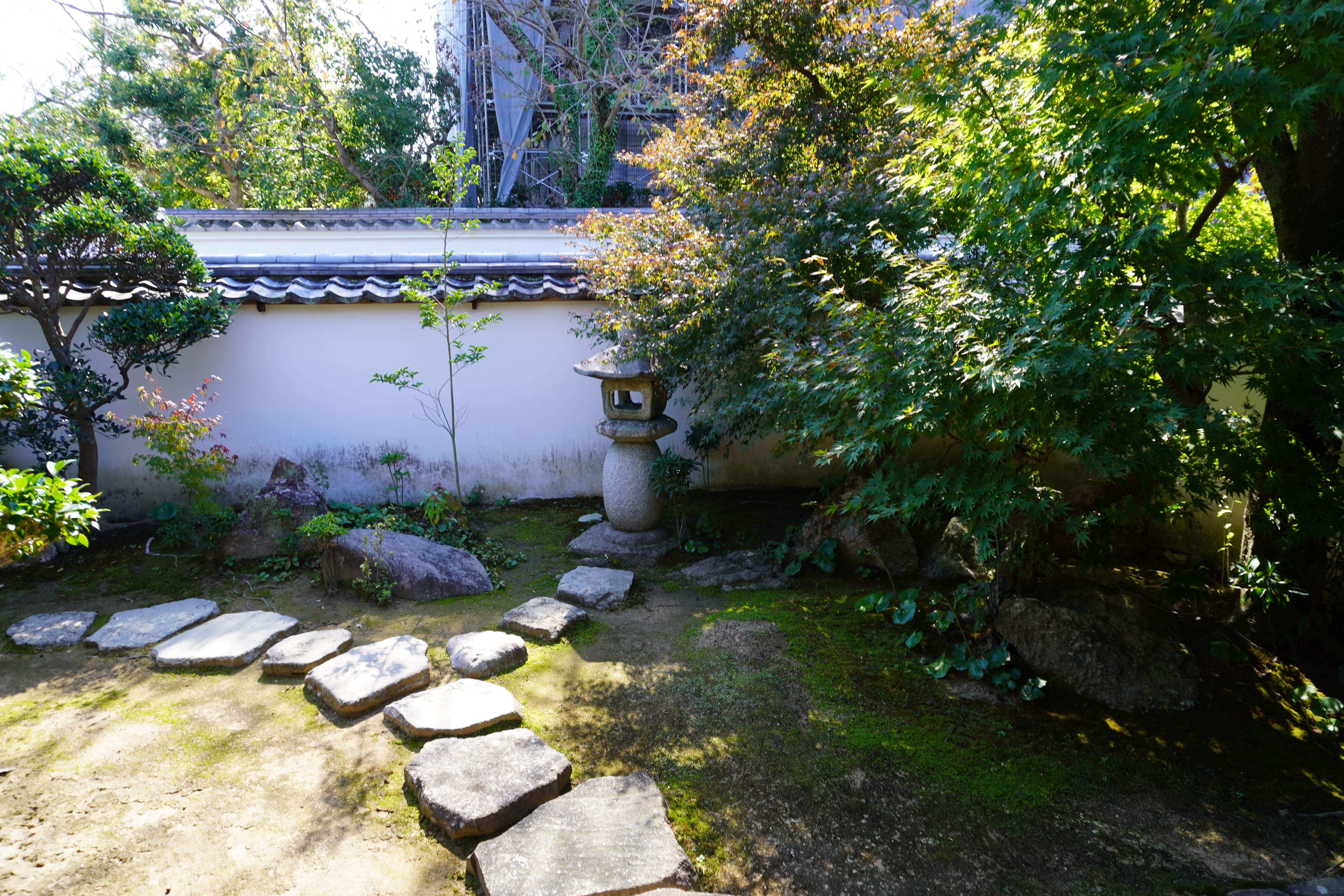
南面の庭園

## 地理
旧尾崎家住宅は加東市上三草（旧加東郡上福田村）にあり、隣接する陣屋跡の南面に接して三草川が流れ、川に沿って京都市と姫路市を結ぶ国道372号（篠山街道、西京街道）が走る。直線距離で約4キロメートル南西方向の加東市中心部には、南北に国道175号が走る。
周辺は田畑の残る田園地帯で、約320メートル東方向には日本標準時子午線（東経135度）が通る。直線距離で約4キロメートル北東方向には三草山合戦の三草山がある。一の谷の前哨戦として戦われた源義経を大将とする源氏と平家が治承8年寿永3年2月5日（1184年3月18日）に戦ったところで、義経は夜襲をかけ平家方を打ち破り、その後一の谷に向かっている。加東郡誌（第二篇 町村、第十五章-上福田村）によると、この地は三草川の上流に位置することから、上三草と称する。三草の名義は明らかならずとある。
周辺には集落が点在しているほか、加東市やしろ国際学習塾、加東市立三草小学校、兵庫県警察加東警察署三草駐在所などがある。

## 利用情報
開館時間
- 土曜、日曜、祝日
  - 10時～16時

休館日
- 月曜～金曜（祝日の場合は開館）
- 年末年始（12月28日～翌年1月3日）

入館料
- 無料

問い合わせ先
- 加東市教育委員会 教育振興部 生涯学習課 文化財係

〒679-0212 兵庫県加東市下滝野 1369
電話：0795(48)3046

### アクセス
- 自動車：国道372号、県道144号を利用して上三草交差点から約2分（約800メートル）
  - 駐車場は、近隣の加東市やしろ国際学習塾の無料駐車場を利用する。
- 鉄道：JR西日本加古川線社町駅からタクシーで約15分（約8キロメートル）